# Unilever Bestfoods
Unilever Bestfoods AB är ett livsmedelsföretag inom Unilever Sverige. Huvudkontoret ligger i Stockholm, men man har även produktion i Uppsala och lager i Simrishamn. Företaget bildades år 2001 genom sammanslagning av Van den Bergh Foods och den svenska delen av Bestfoods. Vd är Paul Polman.
Inom Unilever Bestfoods finns varumärken såsom Knorr, Lipton, Slotts, O'hoj, Maille och Maizena. Bland varumärken som avvecklats sedan fusionen finns bland annat Kockens.
Tidigare har Unilever Bestfoods haft en fabrik i Helsingborg, men miste den efter Unilever sålde av sin margarindel till KKR. Margarindelen avknoppades och Upfield bildades som numera driver Helsingborgsfabriken.